# هنری دی. کلیتون

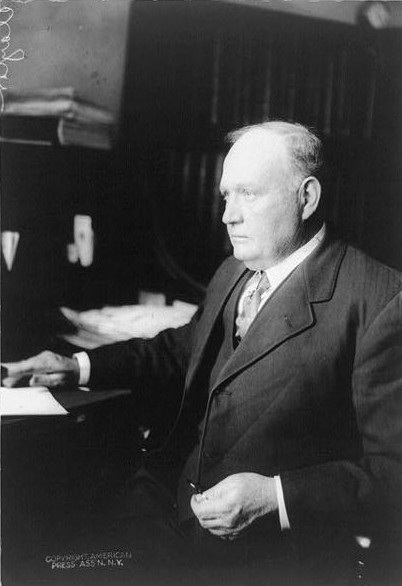
نگاره‌ای از هنری دی. کلیتون - حوالی ۱۹۱۰

هنری دی. کلیتون (به انگلیسی: Henry D. Clayton) سناتور سابق عضو حزب دموکرات ایالات متحده آمریکا بود. او در سال ۱۹۱۳ میلادی، سناتور ایالت آلاباما در سنای ایالات متحده آمریکا بود.